# 衆人に訴える論証
衆人に訴える論証（しゅうじんにうったえるろんしょう、羅: argumentum ad populum）とは、論理学における誤謬の一種であり、多くの人々が信じている、支持している、属している等の理由で、ある命題を真であると論証結論付けること。多数論証、多数派論証とも。また、様々な社会現象の元にもなっており、組織的強化、バンドワゴン効果、中国の故事「三人市虎を成す」などがある。

## 例
この誤謬は、広く受け入れられている理論が真であることを人に納得させようとするときに利用される。
- 地球外生物が存在すると88%の人々が信じているのだから、地球外に知的生命体は実在する。
- 市民が税を払うことは市民の代表である議員が議会で決めた義務なのだから、国家は公平で公正な機関に違いない。
- 世界中の大多数が神を信じているのだから、神は実在する。

また、広く受け入れられてはいない理論が偽であることを人に納得させようとするときにも利用されることがある。
- 第二次世界大戦が起きなければ、アドルフ・ヒトラーがアメリカと戦うことは無かったなどという主張は馬鹿げている。ヒトラーが世界征服を計画していたことは誰でも知っている。

倫理的な主張にも、この誤謬がよく見受けられる。
- 多くのアメリカ人はベトナム戦争が倫理的に間違いだったと考えている。だから、ベトナム戦争は倫理的に間違っていた。
- 世界のほとんどの人々が肉を食べているのだから、肉食に関する倫理的問題など存在しない。
- 多くの人がそうしているので、GNU/Linuxを「Linux」と略すことは倫理的に問題ない。（GNU/Linux名称論争、自由ソフトウェア）

マーケティングでもよく見受けられる。
- Brand X 掃除機はアメリカで最も売れています。あなたも Brand X 掃除機を買いましょう。
- 視聴率ナンバーワン番組、Show X を見よう。

その他の例:
- キリスト教信者は世界で最も多いのだから、その教義は真実に違いない。
- 「我々の社会を除く他の社会では魔法が信じられている。魔法を信じてはいけないことは無いではないか」「我々の社会を除く他の社会では、地球の周りを太陽が回っていると信じている。そんなことを多数決で決めようというのか?」 - アイザック・アシモフ
- 法廷では陪審員の多数決で判決が決定される。だから、彼らは常に正しい決定を下すだろう。
- 多くの評論家がエンロンは素晴らしい経営をされた優良企業だとしている。だから、その普通株は有望な投資対象である。
- 競合するパン屋はどこもサンドイッチを売るようになったから、我が○○パン店もサンドイッチを売るべきである。

## 解説
衆人に訴える論証は、燻製ニシンの虚偽や発生論の誤謬の一種である。統計的な用語を使って主張するもので、答えが不明な質問に 75% の人が A と答えたとするとき、衆人に訴える論証では A と答えるのが妥当だと主張する。答えを得ることができるが質問者にはその答えが不明である場合、衆人に訴える論証では正解である確率が比較的高い答えを提供する。
広く信じられていることが必ずしも正しいことを保証するものではないため、このような主張は論理的には誤謬である。個人の信念が間違っている可能性があるなら、多数の人間の信念も間違っている可能性がある。例えば、75% の人が A と答えたとしても、25% の確率で A でない可能性もある。この確率がどうであっても、多数が正しいということは論理的には言えない。たとえ満場一致の結果だとしても、標本数が不十分かもしれないし、あるいはそれらの人々が知らない事実が存在していて、その事実を知ったら結果が変わるかもしれない。
衆人に訴える論証を使った主張で、専門家集団の信念を根拠とする場合を権威に訴える論証と呼ぶ。また、年齢の高い集団や、あるコミュニティに長年参加している人々の考えを根拠とする場合を伝統に訴える論証と呼ぶ。年齢の低い集団の考えや流行を根拠とする場合は「新しさに訴える論証」となる。
この誤謬について、各人が常に研鑽を怠らず、信念と振る舞いを更新しているのが前提であるとする場合もあるが、通常そのような例は少ない。
衆人に訴える論証は帰納においては妥当な論証である。例えば、十分多数な人々に質問して、90% の人があるブランドの製品を他の競合製品より好むという結果が得られたとする。それを根拠として、次に質問する人も同じブランドの製品を好むだろうと予測することは妥当である。しかし、演繹においてはこれは適切ではなく、そのような集計結果によってそのブランドの製品が他の製品より優れているとか、誰でもそのブランドの製品を好むといった証明をすることはできない。
- 多くの人々が喫煙していることを根拠として、喫煙は健康的だと主張することがかつてあった。しかし、喫煙の危険性を知った現在では、多くの人々が喫煙しているにもかかわらず、喫煙は健康的とは言えない。
- 様々な投票でそのような結果が出ていることから、ブラッド・ピットが世界で最もイケメンであると主張する者もいる。しかし、投票は有名人についてのみ行われており、標本数が十分ではない。

## 例外
信念に関する論証は、その質問が特定の信念の存在についてのものである場合のみ妥当である。従って、衆人に訴える論証は、ある信念がどれだけ広く受け入れられているかという質問に関するものである場合のみ妥当である。すなわち、衆人に訴えるということは、その信念が一般的かどうかを証明するのであって、真実かどうかは証明しない。

### 民主主義
民主主義において選挙の「正しさ」は、選挙結果がどうであってもそれを受け入れるという事前の合意に基づいている。
- 「国際ロータリーの前回会合での投票で、10月に資金集めパーティを開催するべきとされた。従って、10月に資金集めパーティを開催すべきだ」

複投票制（1人が複数票を投じることができる選挙制度）による民主主義は、衆人に訴える論証に基づいている。信念の真偽を決定する手段としては間違っている。民主主義ではこれを排除せず、法律を目的ではなく主体と定義することで、単に誤謬を回避する。それにもかかわらず、政策の受容と候補者への投票数はそれらの有効性によく相関していることが明らかとなっている（Approval voting 参照）。
衆人に訴える論証は、民主主義がどのようにしてその原則の犠牲となるかを説明する（プロパガンダ、ナチス・ドイツ参照）。

### 社会慣習
マナーや礼儀といった社会慣習は、その慣習が広く受け入れられていることに依存している。従って、マナーや礼儀に関しては「衆人に訴える論証」は誤謬ではない。
- 「ロシアでは、多くの人が挨拶として互いにキスをするのが礼儀正しいと考えている。従って、ロシアでは挨拶としてキスをするのが礼儀である」

しかし、社会慣習は時には急激に変化する。従って、ある年にロシアの人々がキスを礼儀と考えていたとしても、それが永遠にそうであるとは限らない。たとえば、フランスでの男性に対する「シトワイヤン」（市民）という敬称は、フランス革命期にはごく普通に通用していたが、フランス革命以前でも現代でも一般的でないものである。また、1970年代の中華人民共和国において、｢同志｣とは公務員に対する一般的な敬称であったが、今日では同性愛者を示すスラングと化している。

### 安全性
論理ではなく流行や人気に従って何かを選択することは、安全性や利便性の問題とも考えられる。
- 「ほとんどのアメリカ人は、自動車は道路の右側を走行すべきと考えている。従ってアメリカ合衆国では道路の右側を走行すべきだ」

この場合、どちら側を走行するかの選択は基本的に任意である。しかし、正面衝突を避けるには、道路上の誰もが合意しなければならない（たとえ多数派の考えに賛同できないとしても）。多くの場合、何が安全かということは、他者が何を安全と考えているかに依存し、結果として「人気」が選択理由となる。例えば、エスカレーターで急いでいない人が左右どちらかに寄って立っているのも、同じような理由で説明できる。エスカレーター上を歩いて昇降することは安全とは言えないが、現に歩く人がいるため、衝突を避ける必要性から多数が左右どちらかに寄っていれば、それに従うという状況が発生している。

## 外語での表現

### 英語
- 「appeal to the masses」
- 「appeal to belief」
- 「appeal to the majority」
- 「appeal to the people」
- 「argument by consensus」
- 「bandwagon fallacy」

### ラテン語
- 「argumentum ad hominem」(人身攻撃)
- 「argumentum ad numerum」（数に訴える論証）
- 「consensus gentium」（党派・一族の合意）[2]